# 曝気槽 (酒田市)
小牧浄水場の曝気槽（こまぎじょうすいじょうのばっきそう）は、かつて山形県酒田市で機能していた二重濾過式の除鉄設備である。近代水道百選に選定されている。

## 概要
酒田市上水道が創設された1930年（昭和5年）に工学博士である和田忠治によって考案され築造されたもので、酒田市の水道の水源だった最上川の伏流水に含まれる鉄分を取り除くために造られた日本で初めての脱鉄機と呼ばれる二重濾過式の設備である。高さは7.6m、内径7.4mの円筒型水槽。
1960年（昭和35年）の酒田市上水道第三次拡張事業の完了により、伏流水から表流水に切り換えるために高速沈でん池や、急速濾過池が導入されたことにより、曝気槽の稼働率は大幅に低下し、その後数年で本設備の役割は終えている。1988年（昭和63年）9月に曝気槽を当時そのままの姿に再現、修復し、酒田市上下水道部が管理する小牧浄水場内に保存している。

## 処理方法
コークス（石炭を蒸し焼きにして、揮発分を取り除いたもの）を3mの厚さで敷き詰め、最上川から取水した原水をノズルに開けた1,746個の小さい穴から噴水の様に落下させる。空気にさらされることで原水に含まれている鉄分が酸化され、コークス層を通過する時にさらに鉄分が分離され沈でん除去するという仕組みで、当時としては斬新な処理方法で処理がされていた。